# Powiat Bad Tölz-Wolfratshausen
Powiat Bad Tölz-Wolfratshausen (niem. Landkreis Bad Tölz-Wolfratshausen) – powiat w Niemczech, w kraju związkowym Bawaria, w rejencji Górna Bawaria, w regionie Oberland.
Siedzibą powiatu Bad Tölz-Wolfratshausen jest miasto Bad Tölz.

## Podział administracyjny
W skład powiatu Bad Tölz-Wolfratshausen wchodzą:
- trzy gminy miejskie (Stadt)
- 18 gmin wiejskich (Gemeinde)
- trzy wspólnoty administracyjne (Verwaltungsgemeinschaft)
- dwa obszary wolne administracyjnie (gemeindefreies Gebiet)

Miasta:
| Lp. | Nazwa miasta   | Ludność (31.12.2011) | Powierzchnia km² |
| --- | -------------- | -------------------- | ---------------- |
| 1   | Bad Tölz       | 18.094               | 30,00            |
| 2   | Geretsried     | 23.384               | 24,65            |
| 3   | Wolfratshausen | 23.384               | 24,65            |

Gminy wiejskie:
| Lp. | Nazwa gminy    | Ludność (31.12.2011) | Powierzchnia km² |
| --- | -------------- | -------------------- | ---------------- |
| 1   | Bad Heilbrunn  | 3.773                | 40,32            |
| 2   | Benediktbeuern | 3.587                | 37,86            |
| 3   | Bichl          | 2.137                | 13,92            |
| 4   | Dietramszell   | 5.304                | 96,78            |
| 5   | Egling         | 5.394                | 74,06            |
| 6   | Eurasburg      | 4.349                | 40,90            |
| 7   | Gaißach        | 2.955                | 38,55            |
| 8   | Greiling       | 1.385                | 7,65             |
| 9   | Icking         | 3.776                | 16,99            |
| 10  | Jachenau       | 886                  | 128,93           |
| 11  | Kochel am See  | 4.098                | 18,12            |
| 12  | Königsdorf     | 2.948                | 45,69            |
| 13  | Lenggries      | 9.798                | 242,88           |
| 14  | Münsing        | 4.187                | 52,20            |
| 15  | Reichersbeuern | 2.226                | 15,41            |
| 16  | Sachsenkam     | 1.284                | 15,93            |
| 17  | Schlehdorf     | 1.230                | 25,39            |
| 18  | Wackersberg    | 3.591                | 64,83            |

Wspólnoty administracyjne:
| Lp. | Nazwa wspólnoty administracyjnej | Ludność (31.12.2011) | Powierzchnia km² | Liczba gmin |
| --- | -------------------------------- | -------------------- | ---------------- | ----------- |
| 1   | Benediktbeuern                   | 5.724                | 50,78            | 2           |
| 2   | Kochel am See                    | 5.328                | 105,51           | 2           |
| 3   | Reichersbeuern                   | 4.895                | 38,99            | 3           |

Obszary wolne administracyjnie:
| Lp. | Nazwa obszaru        | Ludność (31.12.2011) | Powierzchnia km² |
| --- | -------------------- | -------------------- | ---------------- |
| 1   | Pupplinger Au        | niezamieszkany       | 3,72             |
| 2   | Wolfratshauser Forst | niezamieszkany       | 4,27             |

## Polityka

### Landrat
- 1972-1996: Otmar Huber (CSU)
- 1996-2008: Manfred Nagler (CSU)
- od 2008: Josef Niedermaier (Freie Wähler)

### Kreistag
|                          |                          | 2002   | 2002    | 2002   | 2008   | 2008   | 2008   |
| miejsca                  | %                        | głosy  | miejsca | %      | głosy  |        |        |
| ------------------------ | ------------------------ | ------ | ------- | ------ | ------ | ------ | ------ |
|                          | CSU                      | 32     | 52,4%   | 27 238 | 24     | 40,0%  | 21 086 |
|                          | SPD                      | 10     | 17,1%   | 8 875  | 8      | 13,1%  | 6 902  |
|                          | Zieloni                  | 4      | 6,7%    | 3 456  | 7      | 10,0%  | 5 273  |
|                          | FW                       | 9      | 15,7%   | 8 139  | 14     | 23,4%  | 12 299 |
|                          | ödp                      | 2      | 3,2%    | 1 673  | 2      | 3,8%   | 1 988  |
|                          | FDP                      | 1      | 2,4%    | 1 270  | 2      | 3,2%   | 1 703  |
|                          | BP                       | 2      | 2,5%    | 1 303  | 1      | 2,8%   | 1 467  |
|                          | FUWG                     | -      | -       | -      | 2      | 3,7%   | 1 941  |
|                          |                          | 60     | 100%    | 51 954 | 60     | 100%   | 52 659 |
| uprawnieni do głosowania | uprawnieni do głosowania | 88 054 | 88 054  | 88 054 | 93 051 | 93 051 | 93 051 |
| głosy ważne              | głosy ważne              | 51 954 | 51 954  | 51 954 | 52 659 | 52 659 | 52 659 |
| głosy nieważne           | głosy nieważne           | 1 846  | 1 846   | 1 846  | 2 240  | 2 240  | 2 240  |
| frekwencja               | frekwencja               | 61,1%  | 61,1%   | 61,1%  | 59,0%  | 59,0%  | 59,0%  |